# Tres abhinc annos

Tres abhinc annos est une instruction émise par la Congrégation des rites le 4 mai 1967. Elle est la deuxième instruction du Consilium ad exsequendam Constitutionem de Sacra Liturgia, après Inter Oecumenici du 24 septembre 1964.
Cette instruction met de plus en œuvre les directives de l'instruction antérieure et donne pouvoir à l'autorité territoriale compétente pour décider en faveur de la langue vernaculaire dans la liturgie, même dans le Canon de la messe, le rituel d'ordination, la récitation de l'Office divin, voire la récitation en chœur.